# Pedro Isaac Mullen
Pedro Isaac Mullen (* 22. Dezember 1985 in Florida, Kuba) ist ein kubanischer Ringer im griechisch-römischen Stil. Der 1,68 Meter große Panamerikameister von 2009 startet in der Kategorie bis 66 kg.
Pedro Isaac tauchte 2009 als 23-Jähriger erstmals auf internationalen Ringermatten auf. Bei den Panamerikanischen Meisterschaften im April 2009 holte er sich vor dem Zweiten der Panamerika-Spiele 2007, Angelo Mota Brea aus der Dominikanischen Republik, den kontinentalen Titel. Bei den Weltmeisterschaften im September in Herning musste er sich nur im Halbfinale Farid Mansurow aus Aserbaidschan geschlagen geben, der später den Weltmeistertitel gewinnen sollte, und wurde Dritter.
Isaac startet für den kubanischen Spitzenklub Cerro Pelado Havanna.

## Resultate
- 2009, 1. Platz, Panamerik. Meisterschaften in Maracaibo, GR, bis 66 kg, vor Angelo Mota Brea, Dominikanische Republik und Faruk Sahin, USA

- 2009, 3. Platz, Weltmeisterschaften in Herning, GR, bis 66 kg, nach Siegen über Angelo Mota Brea, Kim Kum-chol, Nordkorea, Darchan Bajachmetow, Kasachstan und Sasun Ghambarjan, Armenien und einer Niederlage gegen Farid Mansurow, Aserbaidschan